# Stal Ostrów Wielkopolski
O Klub Sportowy Stal Ostrów Wielkopolski, conhecido simplesmente por BM Slam Stal por motivos de patrocinadores, é um clube profissional de Basquetebol localizado em Ostrów Wielkopolski, Polónia que atualmente disputa a PLK (Polônia). Manda seus jogos na Arena Ostrów com capacidade para 3.000 pessoas. 

## Histórico de temporadas
| Temporada | Nível | Liga    | Pos. | V/D   | PL   | Resultado               | Copa da Polônia   | Competições europeias |
| --------- | ----- | ------- | ---- | ----- | ---- | ----------------------- | ----------------- | --------------------- |
| 2009-10   | 1     | PLK     | 11   | 8-18  |      | Rebaixado               |                   | -                     |
| 2010-11   | 3     | II Liga | 4    | 22-8  | 1-3  | SemifinaisGrupo B       |                   | -                     |
| 2011-12   | 3     | II Liga | 2    | 19-7  | 5-4  | Promovidofinalista Gr.B |                   | -                     |
| 2012-13   | 2     | I Liga  | 9    | 15-15 |      |                         |                   |                       |
| 2013-14   | 2     | I Liga  | 9    | 13-13 |      |                         |                   | -                     |
| 2014-15   | 2     | I Liga  | 1    | 20-6  | 9-3  | Promovidocampeão        |                   | -                     |
| 2015-16   | 1     | PLK     | 13   | 12-20 |      |                         |                   | -                     |
| 2016–17   | 1     | PLK     | 3    | 21-11 | 5-3  | Semifinais              |                   | -                     |
| 2017–18   | 1     | PLK     | 2    | 23-9  | 8-4  | Finalista               |                   | 4 Copa Europeia 1ªQ   |
| 2018–19   | 1     | PLK     | 5    | 20-10 | 0-3  | Quartas de finais       | Campeão           |                       |
| 2019–20   | 1     | PLK     | 10   | 10-12 |      |                         |                   | 4 Copa Europeia 1ªQ   |
| 2020–21   | 1     | PLK     | 3    | 20-10 | 10-3 | Campeão                 |                   | 4 Copa Europeia FN    |
| 2021–22   | 1     | PLK     | 3    | 22-8  | 0-3  | Oitavas de finais       | Campeão           | 3 Copa Europeia FR    |
| 2022–23   | 1     | PLK     | 3    | 20-10 | 4-3  | Medalha de bronze       | Quartas de finais |                       |
| 2023-24   | 1     | PLK     | 3º   | 19-11 | 2-3  | Quartas de finais       | Finalista         |                       |
| 2024-25   | 1     | PLK     | 13º  | 11-9  |      |                         |                   |                       |
| 2025-26   |       |         |      |       |      |                         |                   |                       |

fonte:eurobasket.com

## Títulos
Primeira divisão
- Campeão (1):2021
- Finalista (1):2018

Segunda divisão
- Campeão (1):2014-15

Terceira divisão
- Finalista de grupo (1):2011-12

Copa Europeia da FIBA
- Finalista (1):2020-21

## Artigos relacionados
- Liga Polonesa de Basquetebol
- Seleção Polonesa de Basquetebol